# Patrik Eliáš
 Patrik Eliáš (* 13. duben 1976 Třebíč) je bývalý český hokejový útočník. V letech 1995–2016 působil v NHL v klubu New Jersey Devils, kde je držitelem řady klubových rekordů. Na kontě má více než 1000 bodů a je druhým v pořadí kanadského bodování českých hráčů v NHL. V roce 2023 se stal sportovním poradcem klubu HC Slavia Praha.
V roce 2022 obdržel cenu města Třebíče a také byl uveden do Síně slávy českého hokeje.

## Kariéra

### Klubový hokej
Je odchovancem SK Horácká Slavia Třebíč, v české nejvyšší soutěži hrál za HC Kladno, kam odešel v roce 1992. V roce 1994 byl vybraný v draftu NHL klubem New Jersey Devils. V NHL poprvé nastoupil v sezóně 1995/1996, odehrál jediný zápas a většinu ročníku strávil na farmě Albany River Rats v AHL. V dalších sezonách již nastupoval ke hře v základním týmu a později se stal součástí útočné řady Petr Sýkora – Jason Arnott – Patrik Eliáš.
Významnou mírou přispěl k zisku Stanley Cupu pro New Jersey v roce 2000. Individuálně nejúspěšnějším ročníkem (do roku 2012) pro Eliáše byl 2000/2001, kdy skončil v bodování základní části ligy na 3. místě, vyhrál ± bodování ligy a byl zařazen do prvního All-star týmu. V play-off pak přispěl k postupu New Jersey až do finále, kde však zůstali poraženi od Colorado Avalanche a Stanley Cup tak neobhájili. Dalším úspěchem pro Patrika Eliáše byl zisk druhého Stanley Cupu se stejným týmem o dva roky později. Při výluce NHL v roce 2004 hrál v Česku za HC Znojmo a v ruské super lize za Metallurg Magnitogorsk. Do povýlukové sezóny 2005/2006 nastoupil pro vleklou nemoc až po Novém roce a stal se zástupcem kapitána. V prvních čtyřech utkáních nasbíral osm bodů a v nastoleném trendu pokračoval až do konce ročníku. V play-off měl bilanci 16 bodů (6+10) v 9 utkáních, tým však bohužel vypadl již ve druhém kole. V roce 2006 měl problémy se smlouvou a proběhly spekulace o přestupu Eliáše do New York Rangers.
Nakonec se však s týmem New Jersey Devils dohodl a uzavřel smlouvu na sedm let v hodnotě 42 milionů USD. 5. října 2006 se stal sedmým kapitánem v historii Devils a byl jím do 5. prosince 2007, kdy byl nahrazen Jamie Langenbrunnerem. V roce 2009 překonal hranici 700 bodů v NHL, později také klubový rekord Johna MacLeana v počtu kanadských bodů a hranici 300 vstřelených gólů. 6. ledna 2012 sehrál tisící utkání v základní části NHL. Úspěšná pro Eliáše byla sezóna 2011/2012, kdy nasbíral 78 kanadských bodů a skončil desátý v bodování ligy. S týmem se dostal do finále Stanley Cupu, New Jersey však ve finálové sérii prohrálo s Los Angeles Kings. Po sezóně byl Eliáš podruhé v kariéře oceněn Zlatou hokejkou pro nejlepšího českého hráče. Eliášovi vypršel po sezóně 2012/2013 s klubem sedmiletý kontrakt a dlouho nedostal od vedení Devils žádné náznaky, že by s ním měli smlouvu prodloužit. 4. července 2013 se však s New Jersey domluvil na novém tříletém kontraktu na 16,5 milionu dolarů.
V sezóně 2013/2014 se v týmu sešel s Jaromírem Jágrem; tito dva historicky nejúspěšnější čeští útočníci se sešli v jednom týmu. Patrik Eliáš vynechal část sezóny kvůli zranění, ve zbylých utkáních zaznamenal solidních 53 bodů. Týmu to však k postupu do play-off nepomohlo, ve Východní konferenci skončil až desátý.
Během sezóny 2015/2016 měl problémy s pravým kolenem, takže odehrál pouze 16 zápasů, poslední 9. dubna 2016. V květnu se podrobil operaci, smlouva s New Jersey mu ale vypršela a nová mu nebyla nabídnuta. Během následujících měsíců se udržoval v kondici a připravoval se k zápasům, zároveň však chtěl podepsat nový kontrakt pouze s New Jersey. K tomu ovšem nedošlo a proto dne 31. března 2017 oznámil ukončení své aktivní kariéry.
Patrik Eliáš odehrál ve své kariéře v NHL 1240 zápasů a nasbíral 1025 kanadských bodů (408 gólů a 617 asistencí). V počtu získaných bodů a vstřelených gólů je mezi Čechy druhý za Jaromírem Jágrem. V play off odehrál 162 zápasů a získal 125 bodů (45 gólů a 80 asistencí). Na konci března 2017 se nacházel na 77. místě v historické tabulce bodování základní části NHL a na 48. místě v tabulce bodování play off.
Dne 24. února 2018 New Jersey Devils slavnostně vyřadilo a vyvěsilo Eliášovo číslo 26 ke stropu haly Prudential Center.
Dne 22. listopadu 2023 se stal sportovním poradcem klubu HC Slavia Praha.

### Reprezentace
Česko reprezentoval na zimních olympijských hrách 2002 v Salt Lake City. Ve čtyřech zápasech zaznamenal jeden gól a jednu asistenci. Dále se účastnil zimních olympijských her 2006 v Turíně, na kterých získal český tým bronzovou medaili. Již v prvním zápase se ovšem zranil. V roce 2004 hrál na Světovém poháru, kde český tým skončil v semifinále, a během pěti zápasů si připsal 3 góly a 2 asistence.
Na mistrovství světa v roce 2008 v Kanadě se mu povedlo dát v zápase proti Rusům hattrick, celkově za turnaj získal 9 bodů (6 gólů, 3 asistence). Na mistrovství světa v roce 2009 ve Švýcarsku přijel v průběhu turnaje a stihl odehrát 3 zápasy, ve kterých zaznamenal dva góly. Startoval také na ZOH 2010, kde byl kapitánem a s týmem vypadl ve čtvrtfinále po prohře s Finskem. Byl také členem týmu na olympiádě v Soči 2014.

## Ocenění
- 1998: NHL All-Rookie Team
- 2000: NHL účast na NHL All-Star Game
- 2001: NHL První All-Star team
- 2001: NHL Bud Light Plus/Minus Award (spolu s Joem Sakicem)
- 2002: NHL účast na NHL All-Star Game
- 2009: vítěz ankety Zlatá hokejka
- 2011: NHL účast na NHL All-Star Game
- 2012: vítěz ankety Zlatá hokejka
- 2018: New Jersey Devils slavnostně vyřadilo a vyvěsilo Eliášovo číslo 26 ke stropu haly Prudential Center.
- 2022: Cena města Třebíče[2]
- 2022: Uveden do Síně slávy českého hokeje.

## Klubová statistika
| Sezóna       | Klub                        | Soutěž       |      | Základní část | Základní část | Základní část | Základní část | Základní část |    | Play off | Play off | Play off | Play off | Play off |
| Sezóna       | Klub                        | Soutěž       | Z    | G             | A             | B             | TM            | Z             | G  | A        | B        | TM       |          |          |
| 1992–93      | HC Kladno                   | ČSHL         | 2    | 0             | 0             | 0             | 0             | —             | —  | —        | —        | —        |          |          |
| 1993–94      | HC Kladno                   | ČHL          | 15   | 1             | 2             | 3             | 0             | 11            | 2  | 2        | 4        | 0        |          |          |
| 1994–95      | HC Kladno                   | ČHL          | 28   | 4             | 3             | 7             | 37            | 7             | 1  | 2        | 3        | 12       |          |          |
| 1995–96      | Albany River Rats           | AHL          | 74   | 27            | 36            | 63            | 83            | 4             | 1  | 1        | 2        | 2        |          |          |
| 1995–96      | New Jersey Devils           | NHL          | 1    | 0             | 0             | 0             | 0             | —             | —  | —        | —        | —        |          |          |
| 1996–97      | Albany River Rats           | AHL          | 57   | 24            | 43            | 67            | 76            | 6             | 1  | 2        | 3        | 8        |          |          |
| 1996–97      | New Jersey Devils           | NHL          | 17   | 2             | 3             | 5             | 2             | 8             | 2  | 3        | 5        | 4        |          |          |
| 1997–98      | Albany River Rats           | AHL          | 3    | 3             | 0             | 3             | 2             | —             | —  | —        | —        | —        |          |          |
| 1997–98      | New Jersey Devils           | NHL          | 74   | 18            | 19            | 37            | 28            | 4             | 0  | 1        | 1        | 0        |          |          |
| 1998–99      | New Jersey Devils           | NHL          | 74   | 17            | 33            | 50            | 34            | 7             | 0  | 5        | 5        | 6        |          |          |
| 1999–00      | New Jersey Devils           | NHL          | 72   | 35            | 37            | 72            | 58            | 23            | 7  | 13       | 20       | 9        |          |          |
| 1999–00      | HC IPB Pojišťovna Pardubice | ČHL          | 5    | 1             | 4             | 5             | 31            | —             | —  | —        | —        | —        |          |          |
| 1999–00      | SK Horácká Slavia Třebíč    | 1. ČHL       | 2    | 1             | 2             | 3             | 18            | —             | —  | —        | —        | —        |          |          |
| 2000–01      | New Jersey Devils           | NHL          | 82   | 40            | 56            | 96            | 51            | 25            | 9  | 14       | 23       | 10       |          |          |
| 2001–02      | New Jersey Devils           | NHL          | 75   | 29            | 32            | 61            | 36            | 6             | 2  | 4        | 6        | 6        |          |          |
| 2002–03      | New Jersey Devils           | NHL          | 81   | 28            | 29            | 57            | 22            | 24            | 5  | 8        | 13       | 26       |          |          |
| 2003–04      | New Jersey Devils           | NHL          | 82   | 38            | 43            | 81            | 44            | 5             | 3  | 2        | 5        | 2        |          |          |
| 2004–05      | HC JME Znojemští Orli       | ČHL          | 28   | 8             | 20            | 28            | 65            | —             | —  | —        | —        | —        |          |          |
| 2004–05      | Metallurg Magnitogorsk      | RSL          | 17   | 5             | 9             | 14            | 28            | —             | —  | —        | —        | —        |          |          |
| 2005–06      | New Jersey Devils           | NHL          | 38   | 16            | 29            | 45            | 20            | 9             | 6  | 10       | 16       | 4        |          |          |
| 2006–07      | New Jersey Devils           | NHL          | 75   | 21            | 48            | 69            | 38            | 10            | 1  | 9        | 10       | 4        |          |          |
| 2007–08      | New Jersey Devils           | NHL          | 74   | 20            | 35            | 55            | 38            | 5             | 4  | 2        | 6        | 4        |          |          |
| 2008–09      | New Jersey Devils           | NHL          | 77   | 31            | 47            | 78            | 32            | 7             | 1  | 2        | 3        | 2        |          |          |
| 2009–10      | New Jersey Devils           | NHL          | 58   | 19            | 29            | 48            | 40            | 5             | 0  | 4        | 4        | 2        |          |          |
| 2010–11      | New Jersey Devils           | NHL          | 81   | 21            | 41            | 62            | 16            | —             | —  | —        | —        | —        |          |          |
| 2011–12      | New Jersey Devils           | NHL          | 81   | 26            | 52            | 78            | 16            | 24            | 5  | 3        | 8        | 10       |          |          |
| 2012–13      | New Jersey Devils           | NHL          | 48   | 14            | 22            | 36            | 22            | —             | —  | —        | —        | —        |          |          |
| 2013–14      | New Jersey Devils           | NHL          | 65   | 18            | 35            | 53            | 30            | —             | —  | —        | —        | —        |          |          |
| 2014–15      | New Jersey Devils           | NHL          | 69   | 13            | 21            | 34            | 12            | —             | —  | —        | —        | —        |          |          |
| 2015–16      | New Jersey Devils           | NHL          | 16   | 2             | 6             | 8             | 10            | —             | —  | —        | —        | —        |          |          |
| Celkem v NHL | Celkem v NHL                | Celkem v NHL | 1240 | 408           | 617           | 1025          | 549           | 162           | 45 | 80       | 125      | 89       |          |          |

## Reprezentace
| Rok                       | Tým                       | Soutěž                    | Z  | G  | A  | B  | TM |
| ------------------------- | ------------------------- | ------------------------- | -- | -- | -- | -- | -- |
| 1994                      | Česko 18                  | MEJ                       | 5  | 2  | 5  | 7  | 2  |
| 1998                      | Česko                     | MS                        | 3  | 1  | 0  | 1  | 0  |
| 2002                      | Česko                     | OH                        | 4  | 1  | 1  | 2  | 0  |
| 2004                      | Česko                     | SP                        | 5  | 2  | 3  | 5  | 10 |
| 2006                      | Česko                     | OH                        | 1  | 0  | 0  | 0  | 2  |
| 2008                      | Česko                     | MS                        | 7  | 6  | 3  | 9  | 6  |
| 2009                      | Česko                     | MS                        | 3  | 2  | 0  | 2  | 2  |
| 2010                      | Česko                     | OH                        | 5  | 2  | 2  | 4  | 2  |
| 2011                      | Česko                     | MS                        | 9  | 4  | 5  | 9  | 6  |
| 2014                      | Česko                     | OH                        | 3  | 0  | 1  | 1  | 0  |
| Juniorská kariéra celkově | Juniorská kariéra celkově | Juniorská kariéra celkově | 5  | 2  | 5  | 7  | 2  |
| Seniorská kariéra celkově | Seniorská kariéra celkově | Seniorská kariéra celkově | 40 | 18 | 15 | 33 | 28 |

## Charitativní činnost
V roce 2006 se stal vyslancem dobré vůle Českého výboru pro UNICEF.

## Rodinný stav
Je ženatý s bývalou televizní moderátorkou Petrou Volákovou, se kterou má dvě děti, dcery Sophii Gabriellu a Kailu Patricii. V lednu 2018 se stal naturalizovaným občanem Spojených států amerických.

## Fotbal
V dorosteneckém věku hrál fotbal za TJ SKP Třebíč.